# Districte de Thaton
El districte de Thaton (o Tha-Hton) és una divisió administrativa de l'estat Mon de Myanmar amb capital a la ciutat de Thaton (Tha-Hton). La superfície és de 5.635 km² i la població estimada el 2003 d'1.046.758 habitants. Administrativament està format per quatre townships:

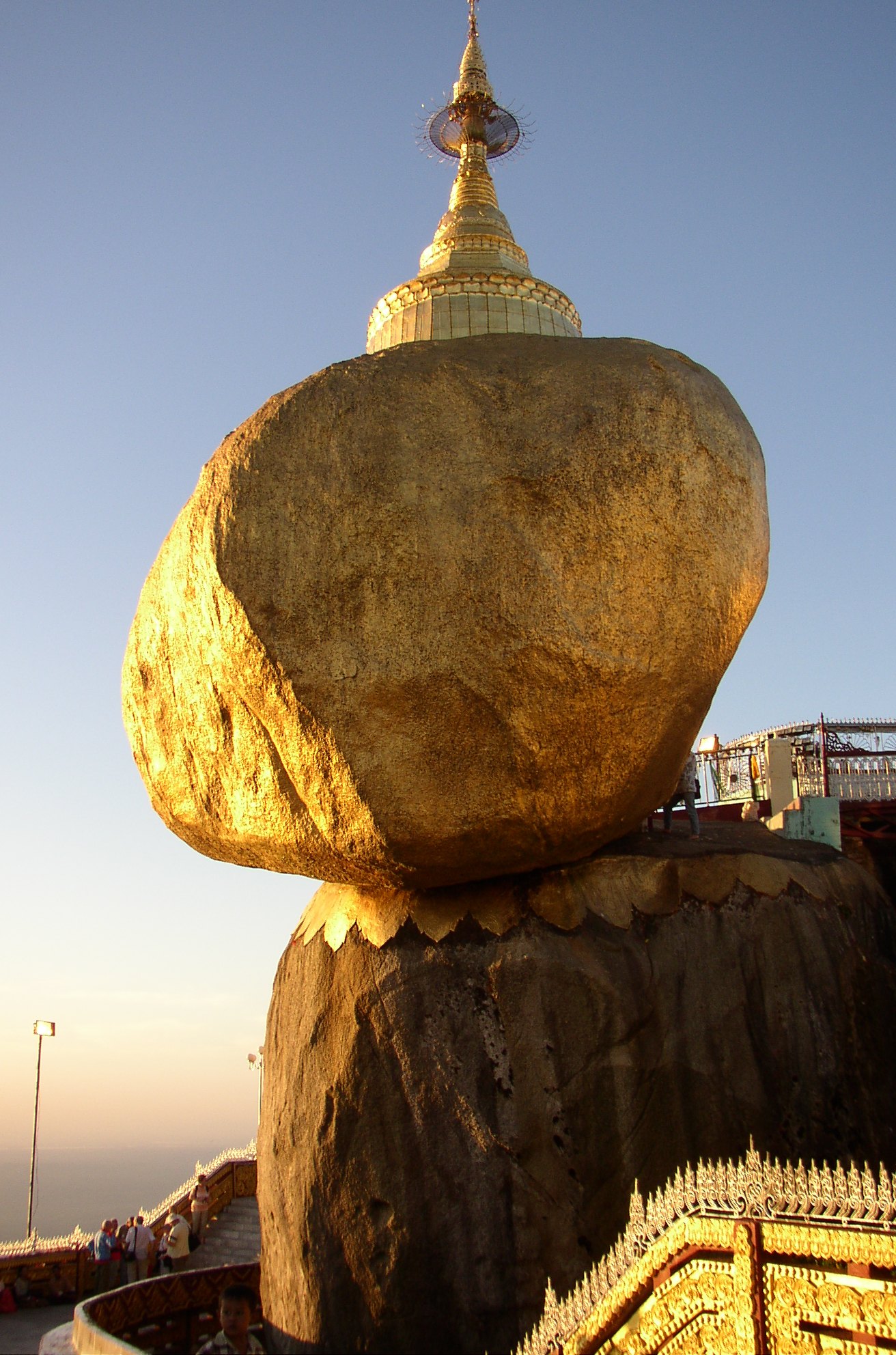
Roca Daurada, capella Kyaiktiyo

- Thaton
- Paung
- Kyaikto
- Bilin

## Història
El districte fou part del regne mon o talaing; el primer regne mon fou conegut a la literatura pali com a Ramannadesa del que la capital fou Taikkala o Kalataik, que seria la Golamattikanagara de les inscripcions kalyanis. També Thaton sembla una ciutat de considerable antiguitat i potser el primer rei mon occidental Thamala (825-837) hagués marxat a l'oest des d'aquesta zona per fundar la ciutat de Pegu. La ciutat de Martaban (birmà Moktama), a l'altre costat de Moulmein a la riba dreta del Salween, hauria estat construïda al mateix temps que Pegu vers 575. Si la capital oriental dels mons fou Martaban o Thaton no se sap del cert però al segle xi (vers 1057) el rei Anawrata de Pagan va assolar la regió i diu que va demolir la ciutat de Thaton, el que fa versemblant que la seu del govern oriental fos aleshores a aquesta ciutat. Hi ha unes llistes parcials de reis de Thaton de les que les datacions són impossibles per la disparitat d'anys segons les fonts; moderns anàlisis situen l'inici al segle iii aC però les cròniques tradicionals diuen que el primer rei Thiga Radza va morir al mateix any que Buda va entrar al Nirvana (543 aC). Els reis esmentats són: 
- Thiha Radza
- Thiri Dhamma Thauka
- Titha
- Dhamma Pala
- Dhamma Dhadza
- Enggura
- Ubadeva Meng
- Thiwarit
- Dzautakumma
- Dhamma Thauka
- Uttara
- Kathawun
- Mahathala
- Araka
- Narathura
- Maha Baddara
- Adara
- Angula
- Urunnata
- Maha Thuganda
- Thuganda Radza
- Brahmadat
- Manya Radza
- Adika
- Maradi Radza
- Thaduka
- Dhammabiya
- Thudatha
- Dippa Radza I
- Athekka Radza
- Bhumma Radza
- Manda Radza
- Mahingtha Radza
- Dhamma Tsekkaran
- Thutsan Badi
- Baddara Radza
- Narathu Radza
- Tsambudipa
- Ketharit Radza
- Widzaya Kumma
- Mani Radza
- Tekka Meng
- Kutha Radza
- Dippa Radza II
- Nara Radza
- Radza Thura
- Tsitta Radza
- Diga Radza
- Uttama Radza
- Thiri Radza
- Dhamma Radza
- Maha Tsitta
- Ganda Radza
- Dzeya Radza
- Thumana Radza
- Maddaka Radza
- Aminna Radza
- Udinna Radza
- Makuta (Manuha Meng) ? -1057 (+ després del 1057)
- Annexió del regne per Anawratha de Pagan, 1057.

En tot cas Martaban fou refundada el 1269 per un rei de Pagan, Narathihapate (1256-1287) i llavors hauria ocupat la posició que antigament havia tingut Thaton. El rei de Pagan va deixar a Aleinma com a governador de Martaban; després fou substituït per un acte d'insubordinació però al cap de poc va reaparèixer amb alguns seguidors xans, va matar el seu successor i va reassolir el govern de la província segurament com a vassall de Siam que sempre havia disputat aquest territori amb els talaings. El 1281 es va revoltar un natiu de Martaban, va matar a Aleinma, i fou reconegut governador pels siamesos amb el nom de Wariyu. Aquest es va aliar al rei de Pegu contra Pagan però al cap de poc es va girar contra el seu aliat i va annexionar el regne talaing. Els seus successors van estendre el regne de Tenasserim a Prome i Bassein i durant les guerres birmano-siameses la capital fou sovint assetjada i conquerida per un i altre. Conquerida Pegu pels birmans (1539 i 1551) va restar en les seves mans fins a l'establiment del regne nacional mon (1740) enderrocat per Alompra el 1757. A Thaton es van reunir les forces birmanes que van marxar a la campanya de Siam en la qual Alompra es va posar malalt i va morir al retorn.
Thaton fou fàcilment ocupada pels britànics el 1824 però abandonada el 1826. Del territori del districte els britànics només van conservar la part a l'est del Salween. A la segona Guerra Anglo-birmana, Martaban fou ocupada per una força dirigida pel general Godwin el 1852, i conservada fins al final de la guerra (1853) quan tot el territori fou cedit als britànics i repartit administrativament entre el districte de Shwegyin i el districte d'Amherst (dins d'aquest estava la ciutat i township de Thaton). Durant la tercera Guerra Anglo-birmana de 1885-1886 la part occidental del futur districte es va revoltar però s'hi van enviar tropes que van sufocar la revolta amb facilitat.
El districte de Thaton fou constituït en entitat separada el 1895. Va formar part de la divisió de Tenasserim i tenia una superfície de 13.155 km². A la part nord s'unien els rius Salween i Thaungyin i aquest formava el límit nord-est del districte que el separava de Siam; a la part sud-est, que limitava amb el districte d'Amherst, estava delimitada pels rius Hlaingbwe i Gyaing. Al sud-oest tenia el golf de Martaban i la desembocadura del Sittang a l'oest; al nord-oest limitava amb els districtes de Pegu, Toungoo i Salween. Les muntanyes principals eren las Dawna, Martaban i Kelatha. Els rius destacats eren el Thaungyin, Hlaingbwe, Salween, Donthami (o Binhlaing), Bilin, Kyaikto, i Sittang. Les ciutats principals eren Thaton, Taikkala, Martaban i Sittang.
La població era:
- 1872: 165.077 (dades referides a la part de la zona després va ocupar el districte que no existia encara)
- 1881: 229.941 (dades referides a la part de la zona després va ocupar el districte que no existia encara)
- 1891: 266.620 (dades referides a la part de la zona després va ocupar el districte que no existia encara)
- 1901: 343.510

Administrativament estava dividit en 3 subdivisions i sis townships:
- Kyaikto 
  - Kyaikto
  - Bilin
- Thaton 
  - Thaton
  - Paung
- Pa-an
  - Pa-an
  - Hlaingbwe

La capital era Thaton, i la segona ciutat Kyaikto; eren les dues úniques ciutats. L'ètnia principal eren els karens (125.000) amb tres quarts de la població, mons (75.000), birmans (70.000), pa-os (40.000), xinesos i tais.
El township de Thaton mesurava 1080 km² i tenia 67.928 habitants. La capital era Thaton amb 14.342 habitants i hi havia 183 pobles.

## Arqueologia
- Pagoda del poc Kelatha del final del segle xv, construïda pel rei Dhamacheti
- Capella de Kyaiktiyo, una de les més sagrades de Birmània en una situació en una roca que els creients consideren quenomés s'aguanta per un miracle de Buda
- Pagoda de Thagya a Thaton
- Pagoda de Kyaikkalunpun a Sittang
- Restes de les mil pagodes a Kyaikkatha
- Pagoda de Tizaung a Zokthok
- Pagoda de Zingyaik a les muntanyes del mateix nom al nord-oest de Martaban
- Coves amb imatges de Buda a Kawgun, Dhammatha, Bingyi i Pagat.